# Stora Villoträsk
Stora Villoträsk är ett naturreservat i Storumans kommun i Västerbottens län.
Området är naturskyddat sedan 1995 och är 375 hektar stort. Reservatet består av skog i söder och av våtmark med en sjö i norr där det gränsar till Juktån. Reservatet består av grannskog som är av karaktären sumpskog i norr.